# 寬角長額蝦
寬角長額蝦是十足目長額蝦科長額蝦屬的其中一種。
寬角長額蝦是一種在北太平洋發現的大型蝦類。它們的活動範圍從阿拉斯加烏納拉斯卡島附近的潔淨水域到聖地牙哥。英屬哥倫比亞省沿岸的商業斑節對蝦漁業被認為是可持續的，因為它們「出現的數量足以支持幾種小型商業和休閒漁業」，並為英屬哥倫比亞省對蝦漁業提供了最大的上岸價值。

## 描述
寬角長額蝦遍布北太平洋的海洋水域。它們生活在海拔3.7公尺至457.2公尺的海域，最常見於海平面以下109.7公尺處。

## 分布
寬角長額蝦體長可達27公分，雌蝦通常比雄蝦長。寬角長額蝦的體表呈半透明的淡紅色，有白色條紋，腹足和觸角呈深淺紅色條帶。它們的第一和第五腹節有白色斑點。它們是原生雌雄同體，也就是說，它們首先變成雄性，在成熟過程中雄性盲腸會變長，然後逐漸縮短，直到變成雌性。